# Aleksandar Marelja
Aleksandar Marelja (serbisch-kyrillisch Александар Мареља; * 1992 in Belgrad) ist ein serbischer Basketballspieler.

## Karriere
Er begann seine Karriere beim in Zemun beheimateten Verein Zemun Lasta, wo er die gesamte Saison 2009/10 spielte. Sein Profidebüt gab er in der Saison 2010/11 bei Radnički KG 06. 2011 wechselte er zu Sloga Kraljevo und spielte dort zwei gute Saisons. Im Mai 2013 unterschrieb er einen Vertrag bis Saisonende beim spanischen Verein Murcia.
Im Sommer trainierte er mit verschiedenen Vereinen, darunter Partizan, bevor er schließlich einen Vertrag beim nordmazedonischen Verein ABA Strumica unterschrieb.
Im Sommer 2014 unterschrieb er einen Vertrag bei Mega Vizura. Am 30. Dezember 2014 verließ er Mega und wechselte zum belgischen Verein BC Ostende. Am 27. März 2016 trennte er sich von Ostende.
Im August 2016 unterschrieb Marelja bei KK Vršac. Am 21. Dezember 2016 verließ er Vršac und kehrte zu seinem ehemaligen Verein Mega Leks zurück. Am 4. März 2017 verließ er Mega und unterschrieb für den Rest der ACB-Saison 2016/17 beim spanischen Verein Real Betis Energía Plus.
Am 5. September 2017 unterschrieb Marelja beim belgischen Verein Antwerp Giants. Am 12. Dezember 2017 verließ er Antwerpen und unterschrieb beim polnischen Verein AZS Koszalin.
Am 25. August 2019 unterschrieb er einen Zweijahresvertrag bei den Löwen Braunschweig, bei denen er bis 2020 spielte. Am 28. Juli 2020 unterschrieb er dann beim Mitteldeutschen Basketball Club. Im Anschluss spielte er von 2021 bis 2023 in Kuwait bei Kazma SC. Am 16. August 2023 unterschrieb er bei CBet Jonava in Litauen.
Seit der Saison 2024/25 ist Marelja bei dem rumänischen Verein CS Dinamo București verpflichtet.